# 부바카르 트라오레 (축구 선수)
부바카르 트라오레(프랑스어: Boubacar Traoré, 2001년 8월 20일 ~ )는 말리의 축구 선수로, 현재 울버햄프턴 원더러스와 말리 국가대표팀에서 수비형 미드필더로 활약하고 있다.

## 구단 경력
2021년 5월 10일, 부바카르 트라오레는 메스에서 케빈 은도람과 교체되어 님 올랭피크와의 리그 1 홈 경기에서 프로 데뷔 전을 치렀다.
2022년 9월 1일, 트라오레는 울버햄프턴 원더러스 FC로 이적하였고, 2023년 여름에 이적할 수 있는 옵션을 가지고 시즌 임대 계약을 체결하였다.
2022년 9월 17일, 트라오레는 맨체스터 시티와의 프리미어리그 홈 경기에서 데뷔 전을 치렀고, 팀은 0-3으로 패했다.
2022년 11월 9일, 트라오레는 프리미어리그 라이벌 리즈 유나이티드와의 EFL컵 홈경기에서 울버햄프턴 소속으로 첫 골을 넣으며 1-0 승리를 거두었다.
2023년 2월 1일, 울버햄프턴은 트라오레의 구단 활동이 임대 계약서에 2023년 7월 1일부터 울브스로의 영구 이적을 허용하는 조항을 넣었다고 발표했다.

## 국가대표팀 경력
2022년 11월 16일, 트라오레는 알제리와의 친선 경기에서 말리 축구 국가대표팀 데뷔 전을 치렀고, 팀은 1-1로 비겼다.
2023년 6월, 그는 모로코에서 개최된 2023년 U-23 아프리카 네이션스컵에 참가한 말리 U-23 국가대표팀 최종 명단에 포함되었고, 말리는 3위를 차지하여 파리의 2024년 하계 올림픽에 참가할 자격을 얻었다.